# Paul Scharffenberg
Paul Ulrich Scharffenberg (født 10. maj 1810 i Viborg, død 28. januar 1882 i København) var en dansk officer.

## Baggrund
Slægten er en nordtysk adelsslægt, som i Danmark havde det plattyske navn Scarpenberg, idet Scharffenbergs oldefader, chef for en fynsk bataljon og en af Tordenskiolds tapreste våbenfæller, bar dette navn, som derefter forhöjtyskedes. Faderen, Paul Ulrich Scharffenberg (død 1827), var kaptajn ved 2. Jyske Regiment i Viborg, da Scharffenberg fødtes 10. maj 1810; moderen hed Sara Anna f. Grundal. Senere blev faderen major og kommandør for 4. bataljon af Oldenborgske Infanteriregiment og derefter justitsråd og postmester i Kiel; her tilbragte den unge Scharffenberg næsten 30 år af sit liv. Først var han bestemt til at studere, men blev landkadet 1825 og sekondløjtnant ved Lauenborgske Jægerkorps 1829 med aldersorden fra 1827,
hvorefter han avancerede til premierløjtnant 1835 og til kaptajn af 2. klasse 1847, da han forsattes til 2. jægerkorps under oberst F.A. Schleppegrell, der udviklede hans praktiske dygtighed, medens han selv med iver studerede tyske og franske militærforfattere og uddannede sig til en dygtig jæger.

## Under Treårskrigen
I 1848 rykkede han med korpset ud i felten, deltog i kampen ved Bov og i slaget ved Slesvig, hvor han lagde snarrådighed og sjældent mod for dagen, så at hans kompagni, der ved andres fejl var afskåret og udsat for at blive taget til fange, fik forholdet forandret og indbragte 54 fanger. Dagen efter udmærkede han sig ved Oversø, og som ældst usåret officer modtog han ved overgivelsen general Friedrich von Wrangels anerkendelse af vore troppers forhold, idet denne tilbagegav ham hans værge.
I det følgende år var Scharffenberg, som året før var blevet kaptajn af 1. klasse, med ved Adsbøl, hvornæst han kom til Fredericia, hvor han under slaget 6. juli blev såret under forsøget på at storme skansen og morterbatteriet ved Igumvejen. I august erholdt han majors karakter og ansattes ved 5. reservebataljon, som han 1850 førte med stor dygtighed i kampen ved Helligbæk og i slaget ved Isted samt i fægtningen ved Stenten Mølle. Han blev derefter major. 1848 havde han fået Ridderkorset og blev 1850 Dannebrogsmand.
Efter fredslutningen blev Scharffenberg, som i 1852 fik oberstløjtnants karakter og i 1854 opnåede selve graden, kommandør for 4. jægerkorps, indtil han i 1860 som kommandør for 3. bataljon, der lå i garnison i Altona, blev kommandant i denne by, hvilken vanskelige og ansvarsfulde post han varetog med stor dygtighed, så at han i 1862 erholdt oberstsanciennitet (karakteren havde han fået 1860) og Kommandørkorset af Dannebrogordenen.

## Under 2. Slesvigske Krig
Ved mobiliseringen 1863 udnævntes Scharffenberg til chef for den nyoprettede 8. brigade, bestående af 9. og 20. regiment, i det han dog vedblev at være kommandant i Altona, hvis garnison yderligere forstærkedes med 11. regiment, 6. dragonregiment og et batteri, hvilke tropper han derefter i slutningen af december førte tilbage til Slesvig by, hvor de sidstnævnte afdelinger atter måtte afgives. Scharffenberg havde ansvaret for forsvaret af Kongshøj,, men den 3. februar 1864 blev dele af hans 2 regimenter trængt tilbage fra deres forpoststillinger ved Selk og Jagel foran Dannevirke og samledes ved Bustrup. Her opdager Scharffenberg nogle soldater på flugt og skyder huen af den ene,, hvorefter brigaden igen samles til kamp på den østlige del af den gamle Dannevirkevold, hvor den afviser østrigernes gentagne angreb. Under tilbagetoget fra Dannevirke blev det overdraget til Scharffenberg med sin brigade at danne bagtroppen. Dannevirke skulle efter planen være rømmet senest kl. 22, men logistiske problemer og begyndende snestorm betød, at 20. regiment først forlod stillingen ca. en time senere.  Scarffenberg ledede brigadens tilbagetog med succes og den nåede Helligbæk Kro, hvor den udgjorde bagdækningen for resten af hæren.. Den blev udfordret af østrigske husarer og beskudt af ridende artilleri med 2 feltkanoner, som forårsagede en del tab.. Først da den nåede Sankelmark blev den afløst af 7. brigade. 8. brigade kom derefter til Fredericia, hvor den besatte fæstningens nordlige front, og var altså her under bombardementet den 20. marts; men da den østrigske hær forholdt sig rolig i de følgende dage, beordredes brigaden i slutningen af marts til Als og i starten af april til Dybbølstillingen, hvor den først gik på forpost og efter afløsningen 17. april om aftenen opstilledes som reserve ved baraklejren ca.600 meter bag fronten. Den 18. april fik Scharffenberg af general Glode du Plat først ordre til at rykke frem til skanserne, men da venstre flanke blev erobret af prøjsiske soldater, ændrede han ordren til, at 8. brigade skulle trække sig tilbage til brohovedet. Ordren nåede formentlig ikke frem, for Scharffenberg beordrede brigaden til angreb.
På denne baggrund opnåede Scharffenberg heltestatus og er bl.a. blevet beskrevet som den rette mand til opgaven: "han regerede med jernhånd, men sørgede altid med omhu for sine folks vel, og de tilbad ham, fordi han var modig som få – 18. april røg han midt under kampen sin cigar –, altid bevarede sin ro og aldrig svigtede sin overbevisning eller veg tilbage for ansvar. Dette viste han også 18. april, idet han straks efter at have fået melding om, at fjenden angreb, beordrede sine regimenter frem imod ham, uagtet der gaves befaling til, at brigaden skulle gå tilbage til brohovedet. Ved dette modangreb, som kostede os et tab af 780 døde og sårede samt 622 fanger (af i alt 3027 mand), standsedes preusserne så meget i deres sejrsløb, at 3. brigade, som holdt stillingens højre fløj besat, dog kunne komme nogenlunde tilbage, medens vor våbenære hævdedes på den smukkeste måde."

## Indflydelse efter krigen
Brigaden overførtes efter kampen til Fyn for at ordnes på ny og deltog i kystbevogtningen. Scharffenberg blev i slutningen af 1864 kommandør for 4. brigade, og det følgende år erholdt han anciennitet som generalmajor. Karakteren som sådan fik han samtidig med udnævnelsen til generalinspektør for fodfolket i 1866, i hvilket år han tillige blev medlem af den store forsvarskommission, i hvilken han udøvede en betydelig indflydelse, men hvor han også udkæmpede politiske kampe med krigsminister Waldemar Raasløff. Da de nye principper for mandskabets uddannelse m.m. skulle føres ud i livet efter vedtagelsen af Hærloven af 1867, blev Scharffenberg stillet i spidsen for 1. Generalkommando, hvilken post han beklædte, indtil han i 1879 på grund af alder erholdt sin afsked fra krigstjenesten (blev stillet à la suite).
Han kommanderede den 1. lejrsamling i 1868 og påtrykte disse samlinger et eget præg, der holdt sig lige til deres ophør i 1880. Han benådedes førstnævnte år med Storkorset af Dannebrog. Han døde ugift 28. januar 1882 i København og testamenterede en del af sin formue til Officerernes Understøttelsesforening.
Paul Scharffenberg er præcist blevet karakteriseret som "Soldat og slet ikke andet". Han havde ikke store lederevner, besad ikke gang et sikkert taktisk blik, og havde kun som filosofi: Fremad! Gå på! Han havde et strengt, men ikke særlig imponerende ydre, men et varmt hjerte og var desuden yderst retsindig.
Scharffenberg var ugift. Han er begravet på Garnisons Kirkegård.
Scharffenberg er afbildet på maleri af slaget ved Fredericia 6. juli 1849 af Jørgen Sonne (1849, Det Nationalhistoriske Museum på Frederiksborg Slot), efter dette stik af Edvard Sonne 1852. Flere xylografier 1882 efter foto, af Søborg, H.P. Hansen m.fl., xylografi af sidstnævnte 1889. Fotografi af Hansen & Weller.